# Samuel T. Baird

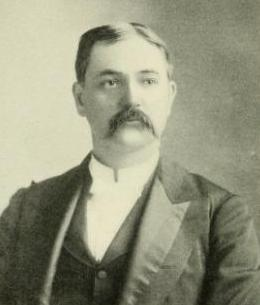
Samuel T. Baird

Samuel Thomas Baird (* 5. Mai 1861 in Oak Ridge, Morehouse Parish, Louisiana; † 22. April 1899 in Washington, D.C.) war ein US-amerikanischer Politiker. Zwischen 1897 und 1899 vertrat er den Bundesstaat Louisiana im US-Repräsentantenhaus.

## Werdegang
Samuel Baird genoss eine private Schulausbildung und studierte anschließend an der Vincennes University in Indiana. Nach einem anschließenden Jurastudium und seiner im Jahr 1882 erfolgten Zulassung als Rechtsanwalt begann er in Bastrop (Louisiana) in seinem neuen Beruf zu arbeiten. Zwischen 1884 und 1888 fungierte er als Bezirksstaatsanwalt im sechsten Gerichtsbezirk von Louisiana. Im gleichen Bezirk war er danach bis 1892 Richter. Anschließend arbeitete er wieder als Rechtsanwalt.
Politisch wurde Baird Mitglied der Demokratischen Partei. 1896 saß er im Senat von Louisiana und nahm als Delegierter an der Democratic National Convention in Chicago teil. Bei den Kongresswahlen dieses Jahres wurde er im fünften Wahlbezirk von Louisiana in das US-Repräsentantenhaus in Washington gewählt, wo er am 4. März 1897 die Nachfolge von Charles J. Boatner antrat. Bei den folgenden Wahlen im Jahr 1898 wurde Baird bestätigt. Am 4. März 1899 trat er seine zweite Legislaturperiode im Kongress an. Diese konnte er aber nicht mehr beenden, da er am 22. April 1899 starb. Sein Mandat fiel nach einer Nachwahl an Joseph E. Ransdell.